# Alessandro Poglietti
Alessandro Poglietti   (Itàlia, valor desconegut - Viena, juliol 1683) va ser un organista i compositor barroc d'origen desconegut.
A la segona meitat del segle xvii, Poglietti es va instal·lar a Viena, on va assolir una gran reputació i es va convertir en un dels compositors preferits de Leopold I. Poglietti va ocupar el càrrec d'organista de la cort durant 22 anys des de 1661 fins a la seva mort durant el setge turc que va conduir al Setge de Viena (1683).
Poglietti és primordial per a la seva música de teclat, especialment Rossignolo (1677), una col·lecció de peces diverses per a clavicèmbal que inclou un gran nombre d'imitacions de sons naturals i una col·lecció de 12 ricercares, que va ser àmpliament copiada durant la seva vida.
Deixà nombroses composicions per a clavicèmbal, publicades, en part, per Bernardo Pasquini, Johann Caspar von Kerll i Roger Williams.

## Biografia
No se sap res dels orígens i els primers anys de la vida de Poglietti. La Toscana i Bohèmia han estat suggerides com el seu possible lloc de naixement. Potser va rebre formació musical a Roma o Bolonya. Cap a la dècada de 1660 Poglietti s'instal·là a Viena: a principis de 1661 esdevingué organista i mestre de capella a l'església dels jesuïtes Zu den neun Chören der Engel (Nou cors d'àngels), i l'1 de juliol de 1661 fou nomenat organista de la cort Kapelle sota Leopold I (un càrrec que abans ocupava ni més ni menys que Johann Jakob Froberger).
Poglietti va ocupar el càrrec de cort fins a la seva mort i aparentment va gaudir d'una gran reputació. L'emperador (que ell mateix era compositor) s'estimava especialment Poglietti, ennoblint-lo i atorgant-li el títol de Comes palatinus Caesareus, i el compositor també va ser afavorit pel Papa, que el va convertir en cavaller de l'esperó d'or, és a dir, un membre de la segona orde més alta de les ordres de cavalleria papal. Poglietti també tenia amics entre la noblesa austríaca, entre ells el comte Anton Franz von Collalto i Karl II von Liechtenstein-Kastelkorn, príncep-bisbe d'Olomouc; l'any 1672 Poglietti va heretar propietats properes a les seves residències. Una altra connexió important de Poglietti va ser amb l'abadia benedictina de Göttweig, on es va allotjar com a convidat diverses vegades, i on es va representar la seva única òpera coneguda, l'any 1677. El compositor Johann Kaspar Kerll era un amic personal de Poglietti, i pot ser que tingués conegut Johann Pachelbel, que va visitar Viena a mitjans de la dècada de 1670.
Poglietti va morir a Viena el juliol de 1683, durant el setge turc que finalment va conduir a la batalla de Viena. La seva mort va ser lamentada per Kerll a Missa in fletu solatium, publicada a Múnic el 1689 com a part d'una col·lecció de misses, Missae sex. El treball de Kerll inclou parts de continu que demanen específicament a l'intèrpret que "eviti les consonàncies".